# جوزيف مانينغ
جوزيف مانينغ (بالإنجليزية: Joseph Manning)‏ هو مؤرخ قانوني ‏ أمريكي، ولد في 1950.

## وصلات خارجية
- الموقع الرسمي